# ゴールデンゴール
ゴールデンゴール（Golden goal）は、サッカー、フィールドホッケーおよびラクロスの延長戦の方式の1つ。いわゆる「サドンデス方式」のことであり、延長戦（サッカーは前後半15分ずつ、フィールドホッケーは前後半7分30秒ずつ）の間に一方のチームが得点した場合、試合を打ち切りその得点を入れたチームを勝者とする。
なお、日本国内のサッカー大会においては「サドンデス」のほか「Vゴール」という名称が用いられていた（後述）。

## 歴史

### 発祥
歴史上最初にこのルールが記録されているのは、1868年にシェフィールドで行われたクロムウェルカップの決勝である。ただし、当時はゴールデンゴールと呼ばれていたわけではない。

### リーグ戦での採用
このルールを世界で初めてリーグ戦に採用したのは、日本プロサッカーリーグ（Jリーグ）である。目的は劇的なシーンをつくって盛り上げるためとされた。試験的に第2回コニカカップ（1991年）と、1992年のJリーグカップのそれぞれ予選リーグにて採用された。
当時の日本では「サッカーは野球に比べて点が入らない」「引き分けが多くてつまらない」という見方があり、リーグ戦でも勝ち負けをはっきりさせるという方針を徹底。正規の90分間で決着がつかない場合、延長戦（前後半15分ずつ）をサドンデス方式で戦い、それでも同点の場合はPK戦で決めるという完全決着方式だった。
以降、日本国内ではJリーグの下部組織や各種大会でも多く採用されるようになった。当初は日本において他のスポーツで使われてきたサドンデスという用語から「延長サドンデス」方式という名称が定められたが、「サドンデス」という言葉は「突然死」という意味のためイメージが悪いとして1994年、ビクトリーの頭文字から「延長Vゴール」方式という名称に変更された。
1999年のJ1最終節、浦和対広島戦で、延長後半1分に浦和の福田正博がVゴールを決めたが、正規の90分終了時点ですでにJ2降格が決まっており、福田は勝利の喜びを浮かべなかった。この得点は「史上最も悲しいVゴール」と呼ばれ、Jリーグ公式YouTubeチャンネルの「ファンが選ぶ、記憶に残るVゴールTOP10」というアンケート企画で第1位に選ばれた。その1年後、J2最終節で浦和は土橋正樹のVゴールによりJ1復帰を果たした。
2001年のJ1チャンピオンシップでは、1stステージ優勝の磐田と2ndステージ優勝の鹿島という当時の二強ライバル同士が対戦。第1戦2-2、第2戦0-0で延長戦に入り、延長前半10分に鹿島の小笠原満男が直接FKでVゴールを決め、年間王者を獲得した。

### 国際ルールへの採用
この方式がFIFAで検討された理由は主にふたつあり、ひとつは近代サッカーで一般的となったゾーンプレスなどの戦術や、大会が増えた事に伴う過密日程などにより、選手の体力が過度に消耗されている現状を指摘されるようになった事に対し、少しでも試合時間を短く切り上げる事。ふたつめは、理不尽さを指摘され続けながらも解決策がないままのPK戦を、少しでも減らす事だった。1995年、国際サッカー連盟はこのルールを競技規定に加えることを決定、同時にサドンデスでもVゴールでもない「ゴールデンゴール」という名称が与えられた。
国際大会では1996年の欧州選手権（UEFA EURO '96）から採用され、ドイツ対チェコの決勝戦で延長前半5分にドイツのオリバー・ビアホフがゴールデンゴールを決め、ドイツの3度目の欧州制覇を達成した。4年後のUEFA EURO 2000の決勝戦、フランス対イタリアでもフランスのダヴィド・トレゼゲが延長前半13分にゴールデンゴールを決めている。なお、ビアホフもトレゼゲもレギュラー選手ではなく、試合後半に1点ビハインドの場面で投入された交代選手だった。
ワールドカップでは1998年のフランス大会のアジア地区最終予選・第三代表決定戦において、日本代表の岡野雅行が延長後半にゴールデンゴールを決めて、日本のワールドカップ初出場を実現した（ジョホールバルの歓喜）。また本大会ではフランスのローラン・ブランがトーナメント1回戦のパラグアイ戦で決めたのが初となっている。女子では、2003年大会の決勝で、ゴールデンゴールが生まれている。

#### 採用された主な国際大会
- FIFAワールドカップ - 1998年大会、2002年大会
- FIFA女子ワールドカップ - 1999年大会、2003年大会
  - 1995年大会の時点で試験的に導入する案もあったものの、採用されなかった[5]。
- UEFA欧州選手権 - UEFA EURO '96、UEFA EURO 2000
- オリンピック - 1996年アトランタ大会、2000年シドニー大会

### 国際ルールでの変遷
欧州でも過密日程への対応策として1997年に採用されたが、日本では劇的だと好意的に受け止められたVゴールに対し、欧州では1点取られただけで残りの反撃の機会がなくなってしまう事が「不公平だ」として支持を得られず、UEFAは、2002-2003シーズンから、欧州選手権やチャンピオンズリーグなどの主催大会で、「シルバーゴール(後述)」というゴールデンゴールの問題点を多少緩和した方式を採用した。さらに2004年、国際サッカー連盟は競技規定を改正し、7月1日から前後半15分ずつの延長戦を必ず最後まで行う旧来の方式に戻すことを発表した。これにより、ゴールデンゴールとシルバーゴールは順次廃止されていった。
2010年9月、第8代国際サッカー連盟会長のゼップ・ブラッターが、「ワールドカップで行われている延長戦を廃止し、ペナルティキック戦かゴールデンゴールを導入することを検討する」と述べた。
日本では、2001年に日本フットボールリーグ（JFL）で引き分け制が採用されたため延長戦自体が廃止された。続いて2002年にJ2、2003年にJ1でも延長戦が廃止となったため、リーグ戦での延長Vゴールは行われなくなった。ナビスコカップや天皇杯でも採用されていたが、いずれも2005年からはVゴール方式ではない延長戦（必ず前後半15分ずつ行う）を戦うルールになっている。J1・J2入れ替え戦（2004年から2008年まで実施）は2004年のみVゴール方式で実施するレギュレーションであった。

### シルバーゴール
ゴールデンゴールとフルタイムの延長戦の折衷案として、シルバーゴール方式の延長戦が採用されたことがある。これは、得点の有無に関わらず必ず延長前半終了まで試合を行い、延長前半終了時点で一方が勝ち越している場合はそこで試合終了となる一方、同点の場合は同様に延長後半での得点にかかわらず延長後半終了まで試合を行うというものである。これはすなわち、15分の延長戦と、さらに15分の再延長戦が用意されている状態と同様である。しかし、この延長戦方式も日差しや風向きなどから延長前半だけで終了するのも不公平だと指摘され、2004年に廃止。国際大会では、UEFA EURO 2004が唯一の採用例となった。以降は延長戦も前・後半フルタイム行う旧来の方式に改められている。

## ホッケー
ホッケーの延長戦は7分30秒ハーフで行われ、ゴールデンゴール方式が採用されている。

## その他の競技における類似ルール
アイスホッケー
延長戦で「サドンヴィクトリー方式」が採用されている。
柔道
延長戦において「ゴールデンスコア方式」（時間無制限）が採用されることがある。
ゴールボール
前後半で決着がつかない場合、ゴールデンゴール方式の延長戦（前後半各3分ずつ）を実施する場合がある。それでも勝敗が決まらない場合はPK戦に似た「エクストラスロー」で決着をつける。
ラグビーフットボール
延長戦のルールとして、2015年に行われたワールドカップでは同点の場合10分ハーフ・合計20分の延長戦を行い、それで同点であれば、再延長10分をサドンデスで行う。ジャパンラグビートップリーグでは2015-16年度の決勝トーナメントで、同点であった場合即時採用される。